# Escalier de Santa Maria del Monte

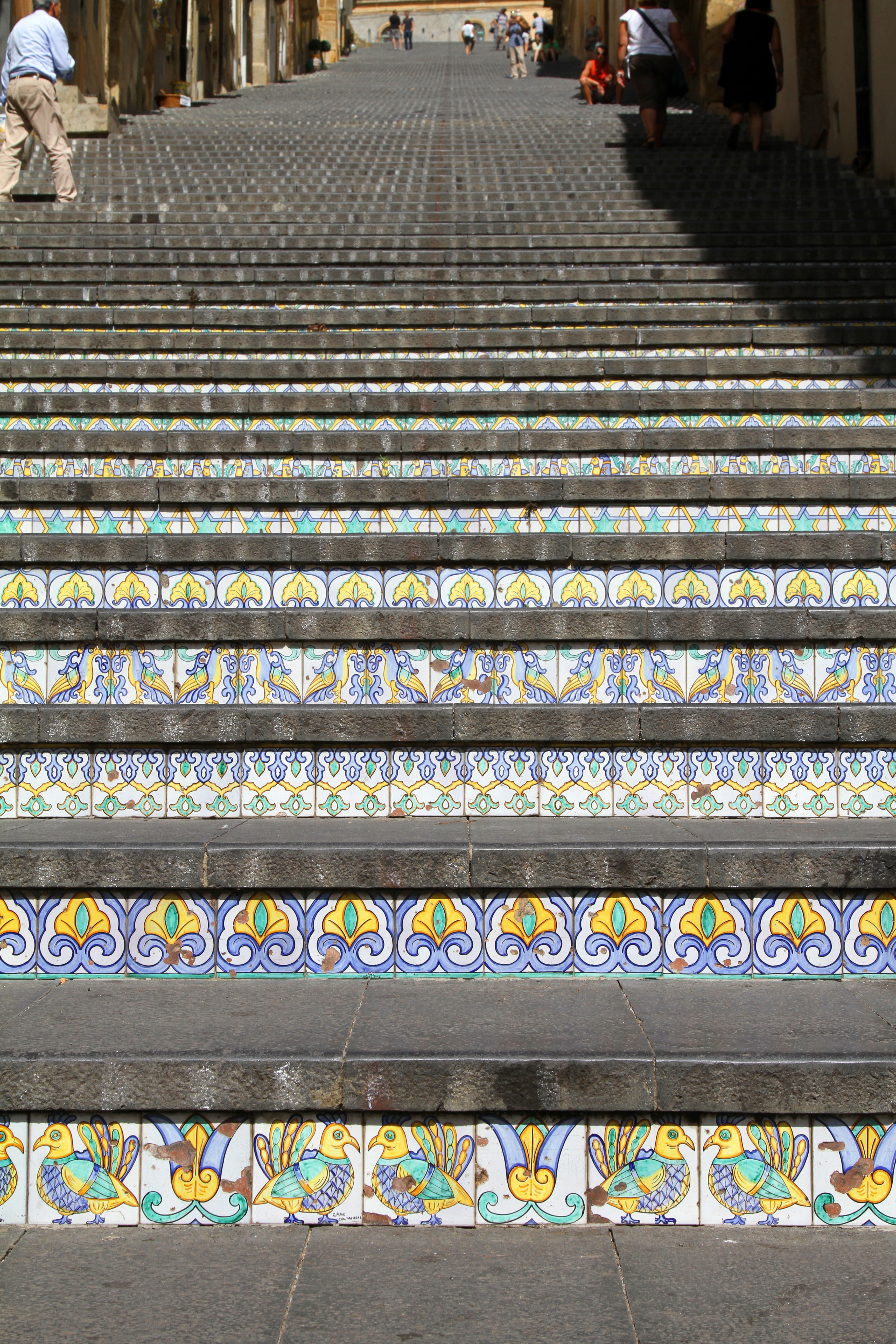
L'escalier de Santa Maria del Monte.

 (août 2018).
Si vous disposez d'ouvrages ou d'articles de référence ou si vous connaissez des sites web de qualité traitant du thème abordé ici, merci de compléter l'article en donnant les références utiles à sa vérifiabilité et en les liant à la section « Notes et références ».
L'escalier de Santa Maria del Monte  (la « Santa scala ») de Caltagirone en Sicile est un escalier monumental dont les marches sont recouvertes de céramiques polychromes.

## Description
Long de 130 mètres et comptant 142 marches, l'escalier de Santa Maria del Monte relie la ville haute du XVIIe siècle à la ville moderne en contrebas.
De part et d'autre sont situés les quartiers de San Giorgio et de San Giacomo

## Historique

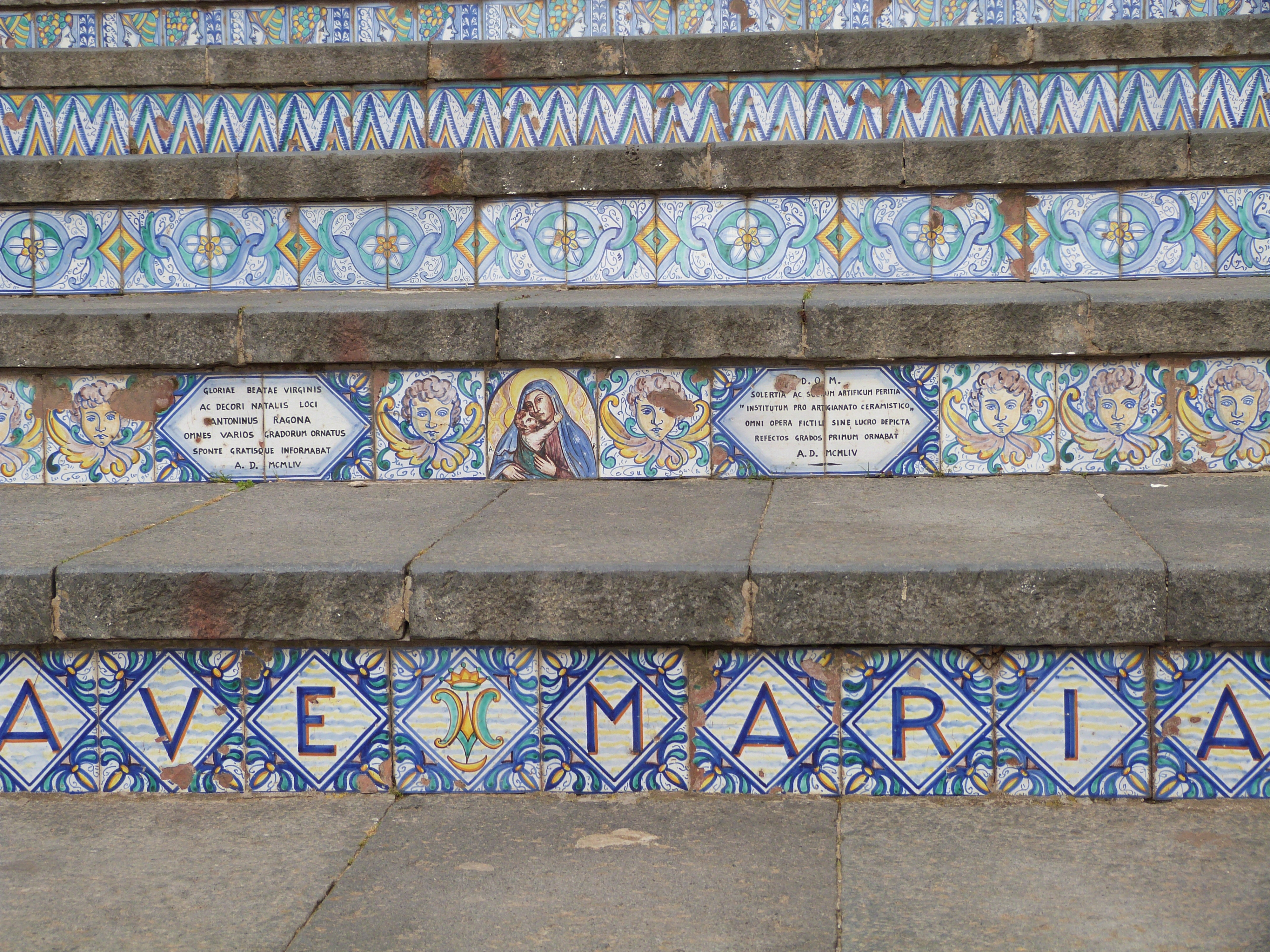
Détails des marches.

L'escalier est construit en 1606, pour relier la ville haute de la ville basse. Il était divisée en plusieurs paliers. En 1844, l'architecte Salvatore Marino réunit les différentes volées pour constituer les 142 marches actuelles. En 1954, les contremarches sont décorées par des carreaux de céramiques, création d'Antonino Ragona, représentant des motifs traditionnels.

## Fêtes
À l’occasion de la fête de San Giacomo, saint patron de la ville, durant les nuits du 24 et 25 juillet, l'escalier est illuminé par des milliers de lampions colorés posés sur ses marches.